# Hypomyces ochraceus
Hypomyces ochraceus é um fungo que pertence ao grupo dos ascomicetos. Ele parasita os cogumelos dos gêneros Russula e Lactarius. Encontrado na Suécia, a espécie recebeu seu nome atual em 1865.